# 中航通用飛機
中航通用飛機は中華人民共和国の広東省 珠海市を拠点とする航空機メーカー。

## 概要
2009年7月に中国航空工業集団公司の子会社として設立され、主に軽飛行機を開発、製造する。リーマンショックの煽りをうけて資金繰りが悪化したため、2009年に破産して連邦倒産法第11章が適用されたエピック・エアクラフトの資産を2010年に買収した。同年にはアメリカの航空用エンジンメーカーであるコンチネンタル・モータースを買収、2011年2月にはシーラス・エアクラフトを買収した。2012年3月にはロシアのエンジニアリング・ホールディングへエピックの株式を売却した。

## 機種
- Y-12 - 量産された双発ターボプロップ機
- AG-600 - 飛行艇
- 運輸5型 (Y-5)

## リンク
- 公式ウェブサイト